# Les Contes de la nuit
Les Contes de la nuit és un llargmetratge francès d'animació amb siluetes per ordinador de 2011 dirigit per Michel Ocelot. És una pel·lícula recopilatòria per a cinema de cinc episodis de Dragons et Princesses en 3D estereoscòpica i una història addicional, fins aleshores inèdita, "La Fille-biche et le fils de l'architecte", per un total de sis. Es va estrenar en competició per a l'Ós d'Or al 61è Festival Internacional de Cinema de Berlín el 13 de febrer de 2011 abans del seu llançament general a França per StudioCanal el 20 de juliol.
Té llicència per als Estats Units per GKIDS i per al Regne Unit per Soda Pictures, ambdues per a un llançament general el 2012, ja que la seva data de llançament al Regne Unit s'havia anunciat pel Divendres, 6 d'abril de 2012. Al Japó, és el quart llargmetratge dirigit per Ocelot a la Biblioteca del Museu Ghibli, i es va mostrar a la Fira Internacional de l'Anime de Tòquio de 2012, i estrenada el juny de 2012.

## Argument
Una nena, un nen i un vell tècnic de cinema expliquen històries cada nit en un petit teatre. Abans de cada conte, el nen i la xiqueta decideixen, d'acord amb l'antic tècnic, interpretar els personatges de la història que interpretaran, també trien una època i un país així com vestuari a través de la documentació que els porta el tècnic, i fabricar roba i complements amb una màquina controlada per ordinador. Després interpreten la història a l'escenari.

### Le Loup-garou
La meravellosa història té lloc a l'estat de Borgonya. Després de dubtar molt de temps entre dues germanes, que estima profundament ambdues, un príncep es casa amb una, convençut que va ser ella qui el va ajudar en el passat quan va ser acusat i empresonat injustament. Però la nit de noces, es nega a passar la nit de lluna plena en companyia de la seva nova dona. Instigat a revelar el seu secret, acaba confessant que és un home llop que es transforma en llop cada nit amb la lluna plena, i només pot tornar a la forma humana tornant a posar el collaret d'or que porta constantment la resta el temps. El príncep no sap que la princesa amb qui s'acaba de casar s'ha apropiat traïdorament dels mèrits de la seva germana, que havia sacrificat les seves joies per proporcionar-li menjar i roba durant la seva captivitat. Rebutjada per la revelació del príncep, aquesta pèrfida princesa li tendeix un parany per evitar que al matí torni a la seva forma humana i que els caçadors de la cort el maten. Només la intervenció de la germana honesta salva la vida del llop i revela la veritat.

### Tijean et la Belle-sans-Connaître
La història té lloc a les Antilles. Mentre explora una llarga cova, Tijean baixa tan lluny sota terra que es troba a la terra dels morts. L'ombra d'un vell li explica com vèncer tres monstres, una abella gegant, una mangosta gegant i una iguana gegant, que condueixen a la cort del rei, la nena del qual és casar-se. Tijean derrota els tres monstres a la seva manera, sense matar-los, però, arribant davant el rei, es veu sotmès a tres proves impossibles per merèixer la mà de Bellesa-sense-Coneixement; el més mínim fracàs farà que sigui condemnat a la picadora. Afortunadament, els tres animals que va salvar li acuden en ajuda.

### L'Élue de la ville d'or
L'univers de la història està inspirat en la civilització asteca. Els habitants d'una ciutat d'or veneren el Benefactor, que els porta munts d'or a canvi del sacrifici, quatre vegades a l'any, de la jove més maca del país. Un desconegut, assabentat del sinistre pacte per boca de la noia que ha de ser sacrificada, i a qui troba molt bonica, es convence que és possible vèncer el Benefactor. Però una profecia diu que la ciutat d'or s'ensorrarà quan caigui el Benefactor.

### Le Garçon tam-tam
La història té lloc en un poble de l'Àfrica Occidental. Un noi jove no serveix de res més que tocar al tam-tam sobre qualsevol cosa, i és expulsat pels vilatans, que el troben sorollós i inútil. Somia trobar el tam-tam màgic, que li permeti tocar bé, i que té el poder d'obligar a ballar tothom qui l'escolta. Un dia, el jove salva la vida d'un vell que resulta ser el guardià del tam-tam màgic. El vell accepta deixar que el jove toqui el preuat instrument, però només podrà activar-ne els poders després d'un llarg i difícil entrenament.

### Le Garçon qui ne mentait jamais
La història té lloc al Tibet. El nen que mai menteix, servent del rei, és molt amic de Mélongi, el cavall del rei, que té el do de parlar com un humà. Un dia, el rei rep la visita del rei del regne veí, que té una euga, Sumaki, capaç de cantar. El rei aposta amb el rei del regne veí que el noi no mentirà mai; el rei que guanyi l'aposta guanyarà la meitat del regne de l'altre. La filla del rei és l'encarregada de posar a prova el nen. Per fer-ho, el sedueix, després l'enfronta a un cruel dilema: simula una malaltia mortal i afirma que només es pot curar menjant-se el cor de Mélongi.

### La Fille-biche et le Fils de l'architecte
El conte té lloc a l'Occident Medieval. Maud i Thibaut estan molt enamorats l'un de l'altre. Thibaut, fill d'un reconegut arquitecte, és l'aprenent del millor amic del seu pare. La Maud és l'aprenent d'un bruixot poderós però tirànic. Aquest decideix casar-se amb ella i, quan ella es nega, la tanca a la torre més alta del seu castell. Thibaut aconsegueix alliberar-la sota el seu propi risc, però el bruixot llança, des de la distància, un encanteri que transforma la Maud en un animal. Thibaut i el seu amo han de trobar la manera de tornar-la a la seva forma humana.

## Veus franceses
- Julien Béramis: el Nen, els Herois
- Marine Griset: la Noia, les Heroïnes
- Yves Barsacq: Téo, el bruixot (La Fille-biche et le Fils de l'architecte)
- Olivier Claverie : El gran pastor (L'Élue de la ville d'or), el Rei dels Morts (Tijean et la Belle-sans-Connaître), el Rei del Tibet (Le Garçon qui ne mentait jamais)
- Michel Elias : el pare (Le Loup-garou), l’ancià antillà (Tijean et la Belle-sans-Connaître), el monarca veí (Le Garçon qui ne mentait jamais), el tutor (La Fille-biche et le Fils de l'architecte)
- Isabelle Guiard : la germana gran (Le Loup-garou), la Fada de les Carícies (La Fille-biche et le Fils de l'architecte)
- Olivia Brunaux : la bella noia (L'Élue de la ville d'or)
- Louise Rossignon : la noia (L'Élue de la ville d'or)
- Christophe Rossignon : el bisbe (La Fille-biche et le Fils de l'architecte)
- Michel Ocelot : Mélonghé (Le Garçon qui ne mentait jamais)
- Firmine Richard : la Mangosta, l'Abella i la vella antillana (Tijean et la Belle-sans-Connaître)
- Serge Feuillard : l'Iguana (Tijean et la Belle-sans-Connaitre)
- Legrand Bemba-Débert : Garçon TamTam (Le Garçon tam-tam)
- Fatoumata Diawara : la Filla del Rei (Le Garçon tam-tam)
- Umban Gomez De Kset : el mestre TamTam i el líder enemic (Le Garçon tam-tam)
- Gérard Diby : el bruixot i el rei (Le Garçon tam-tam)
- Sabine Pakora : el granger i el cuiner (Le Garçon tam-tam)
- Fabrice Daudet Grazaï : el guerrer (Le Garçon tam-tam)

## Producció
Cinc dels Contes de la Nuit, « Le Loup-garou », « Tijean et la Belle-sans-Connaître », « L'Élue de la ville d'or », « Le Garçon tam-tam » i « Le Garçon qui ne mentait jamais », són extretes de la sèrie Dragons et Princesses que es va emetre per televisió a França a Canal+ Family a finals de 2010, però que van ser adaptades per al cinema i convertides en 3D. El sisè conte, « La Fille-biche et le Fils de l'architecte », va ser creada per a la pel·lícula.

## Taquilla
La pel·lícula s'estrena a França el 20 de juliol de 2011. Utilitznat 402 còpies la primera setmana, va acumular 142.877 entrades; va acumular 186.452 a la segona setmana, 215.549 a la tercera setmana i 229.572 a la quarta setmana. En total, la pel·lícula va vendre més de 500.000 entrades.

## Reconeixements
- Nominacions al 61è Festival Internacional de Cinema de Berlín:
  - Ós de Plata al Millor Actor (Michel Ocelot)
  - Ós d'Or (Michel Ocelot)
  - Ós de Plata al Millor Director (Michel Ocelot)
  - Gran Premi del jurat (Michel Ocelot)
  - Ós de Plata a la Millor Contribució Artística (Michel Ocelot)
  - Ós de Plata a la millor banda sonora de pel·lícula (Michel Ocelot)
  - Premi Alfred-Bauer (Michel Ocelot)
  - Ós de Plata - Millor guió (Michel Ocelot)